# Lamprotatus villosicubitus
Lamprotatus villosicubitus är en stekelart som beskrevs av Huang 1991. Lamprotatus villosicubitus ingår i släktet Lamprotatus och familjen puppglanssteklar. Inga underarter finns listade i Catalogue of Life.